# Kristina Jørgensen
Pour les articles homonymes, voir Jørgensen.
Kristina Jørgensen, née le 17 janvier 1998 à Horsens, est une handballeuse internationale danoise évoluant au poste de demi-centre.

## Biographie
Kristina Jørgensen débute en première division dans le club de Skanderborg Håndbold. En 2017, elle rejoint le Viborg HK.
Jørgensen est sélectionnée dans les équipes danoises de jeunes, avec qui elle remporte le championnat d'Europe jeunes 2015, atteint la finale du championnat du monde jeunes 2016 et finit troisième du championnat d'Europe junior 2017,,. Avec l'équipe junior, elle est également élue meilleure joueuse de la compétition au championnat d'Europe.
Le 25 novembre 2017, elle fait ses débuts avec l'équipe nationale danoise. Un mois plus tard, elle fait partie de l'équipe sélectionnée pour disputer le championnat du monde 2017 où elle inscrit 7 buts.
En 2022, elle rejoint le Metz Handball mais dès novembre 2023, elle annonce ne pas prolonger l'expérience messine et signe pour le club hongrois du Győri ETO KC à compter de l'intersaison 2024.

## Palmarès

### En club
- Deuxième du Championnat du Danemark (1) : 2021
- Vainqueure du Championnat de France (2) : 2023 et 2024
- Vainqueure de la Coupe de France (2) : 2023 et 2024

### En sélection
Jeux olympiques
- Médaille de bronze aux Jeux olympiques de 2024

Championnats du monde
- 6e place au championnat du monde 2017
- 9e place au championnat du monde 2019
- Médaille de bronze au championnat du monde 2021
- Médaille de bronze au championnat du monde 2023

Championnats d'Europe
- 8e place au championnat d'Europe 2018
- 4e place au championnat d'Europe 2020
- Médaille d'argent au championnat d'Europe 2022

Autres
- Médaille d'argent au championnat d'Europe junior en 2017[11],[12],[13]
- finaliste du championnat du monde jeunes en 2016
- vainqueur du championnat d'Europe jeunes en 2015

### Distinctions individuelles
- élue meilleure joueuse du championnat d'Europe junior 2017[14]